# Dictyocladium amplexum
Dictyocladium amplexum is een hydroïdpoliep uit de familie Sertulariidae. De poliep komt uit het geslacht Dictyocladium. Dictyocladium amplexum werd in 2003 voor het eerst wetenschappelijk beschreven door Vervoort & Watson. 